# Hoa hậu Quốc tế 2016
Hoa hậu Quốc tế 2016 là cuộc thi Hoa hậu Quốc tế lần thứ 56 được tổ chức tại Tokyo, Nhật Bản vào ngày 27 tháng 10 năm 2016. Hoa hậu Quốc tế 2015 - Edymar Martínez đến từ Venezuela đã trao lại vương miện cho người kế nhiệm, cô Kylie Verzosa đến từ Philippines.

## Kết quả

### Thứ hạng
| Kết quả              | Thí sinh |
| -------------------- | --- |
| Hoa hậu Quốc tế 2016 | - Philippines – Kylie Verzosa |
| Á hậu 1              | - Úc – Alexandra Britton |
| Á hậu 2              | - Indonesia – Felicia Hwang |
| Á hậu 3              | - Nicaragua – Brianny Chamorro |
| Á hậu 4              | - Hoa Kỳ – Kaitryana Leinbach |
| Top 15               | - Argentina – Yoana Don - Canada – Amber Bernachi - Nhật Bản – Jyunna Yamagata - El Salvador – Elizabeth Cader - Thái Lan – Pattiya Pongthai - Cộng hòa Dominica – Cynthia Núñez - Phần Lan – Emilia Seppänen - Nga – Alisa Manenok - Ba Lan – Magdalena Bieńkowska - Mexico – Geraldine Ponce |

### Các Nữ hoàng Châu lục
| Danh hiệu                      | Thí sinh                         |
| ------------------------------ | -------------------------------- |
| Hoa hậu Quốc tế Châu Phi       | - Sierra Leone – Maseray Swarray |
| Hoa hậu Quốc tế Châu Mỹ        | - Ecuador – Ivanna Abad          |
| Hoa hậu Quốc tế Châu Á         | - Hồng Kông – Trần Ước Lâm       |
| Hoa hậu Quốc tế Châu Âu        | - Hà Lan – Melissa Scherpen      |
| Hoa hậu Quốc tế Châu Đại Dương | - Hawaii – Guinevere Davenport   |

### Các giải thưởng đặc biệt
| Giải thưởng                 | Thí sinh                           |
| --------------------------- | ---------------------------------- |
| Trang phục dân tộc đẹp nhất | - Nicaragua – Brianny Chamorro     |
| Miss Best Dresser           | - Indonesia – Felicia Hwang        |
| Hình thể đẹp nhất           | - Moldova – Alina Chirciu          |
| Đại sứ Du lịch Nhật Bản     | - Việt Nam – Phạm Ngọc Phương Linh |

## Thí sinh tham gia
Cuộc thi có tổng cộng 69 thí sinh tham gia:
| Quốc gia/Vùng lãnh thổ | Thí sinh               | Tuổi |
| ---------------------- | ---------------------- | ---- |
| Argentina              | Yoana Don              | 25   |
| Aruba                  | Tania Nunes            | 20   |
| Úc                     | Alexandra Britton      | 23   |
| Belarus                | Palina Tsehalka        | 24   |
| Bỉ                     | Caroline van Hoye      | 26   |
| Bolivia                | Katherine Añazgo       | 20   |
| Brazil                 | Manoella Alves         | 21   |
| Canada                 | Amber Bernachi         | 26   |
| Trung Quốc             | Xinna Zhou             | 22   |
| Colombia               | Daniela Herrera        | 21   |
| Costa Rica             | Raquel Guevara         | 20   |
| Cuba                   | Dania Quesada          | 25   |
| Đan Mạch               | Sara Danielsen         | 23   |
| Cộng hòa Dominica      | Cynthia Núñez          | 24   |
| Ecuador                | Ivanna Abad            | 23   |
| El Salvador            | Elizabeth Cader        | 20   |
| Phần Lan               | Emilia Seppänen        | 22   |
| Pháp                   | Khaoula Najine         | 25   |
| Ghana                  | Cindy Kofie            | 19   |
| Gibraltar              | Joseanne Bear          | 24   |
| Guadeloupe             | Presile Adolphe        | 19   |
| Guam                   | Annalyn Buan           | 23   |
| Guatemala              | Laura Vadillo Urrutia  | 23   |
| Haiti                  | Cassandre Joseph       | 23   |
| Hawaii                 | Guinevere Davenport    | 21   |
| Honduras               | Andrea Salinas         | 18   |
| Hồng Kông              | Trần Ước Lâm           | 21   |
| Hungary                | Csillag Szabó          | 20   |
| Ấn Độ                  | Rewati Chetri          | 23   |
| Indonesia              | Felicia Hwang          | 24   |
| Ireland                | Katherine Gannon       | 25   |
| Nhật Bản               | Junna Yamagata         | 22   |
| Hàn Quốc               | Min Jeong Kim          | 21   |
| Liban                  | Stephanie Karam        | 24   |
| Ma Cao                 | Sulin Ip               | 22   |
| Malaysia               | Olivia Nicholas        | 23   |
| Mauritius              | Shavina Hulkua         | 24   |
| Mexico                 | Geraldine Ponce        | 22   |
| Moldova                | Alina Chirciu          | 20   |
| Myanmar                | Inngyin Htoo           | 21   |
| Nepal                  | Barsha Lekhi           | 23   |
| Hà Lan                 | Melissa Scherpen       | 18   |
| New Zealand            | Jessica Tyson          | 23   |
| Nicaragua              | Brianny Chamorro       | 22   |
| Nigeria                | Ivie Mary Young Akpude | 22   |
| Quần đảo Bắc Mariana   | Peachy Quitugua        | 21   |
| Na Uy                  | Camilla Devik          | 20   |
| Panama                 | Daniela Ochoa Barragan | 22   |
| Perú                   | Danea Panta            | 26   |
| Philippines            | Kylie Verzosa          | 24   |
| Ba Lan                 | Magdalena Bieńkowska   | 23   |
| Bồ Đào Nha             | Carina Frazão          | 20   |
| Puerto Rico            | Gabriela Berrios       | 25   |
| Nga                    | Alisa Manenok          | 21   |
| Sierra Leone           | Maseray Swarray        | 19   |
| Singapore              | Wang Hui Qi            | 20   |
| Slovakia               | Michaela Meňkyová      | 22   |
| Nam Phi                | Tharina Botes          | 19   |
| Tây Ban Nha            | Anabel Delgado Torres  | 21   |
| Sri Lanka              | Ayesha Fernando        | 25   |
| Thụy Điển              | Maria Taipaleenmäki    | 19   |
| Đài Loan               | Ai-Ning Tan            | 18   |
| Thái Lan               | Pattiya Pongthai       | 24   |
| Tunisia                | Hiba Telmoudi          | 25   |
| Ukraine                | Viktoria Kiose         | 23   |
| Anh Quốc               | Romy Simpkins          | 22   |
| Hoa Kỳ                 | Kaityrana Leinbach     | 18   |
| Venezuela              | Jessica Duarte         | 24   |
| Việt Nam               | Phạm Ngọc Phương Linh  | 19   |

## Chú ý

### Lần đầu tham gia
| - Ghana | - Sierra Leone |

### Trở lại
| - Lần cuối tham gia vào năm 1994: - Ireland - Lần cuối tham gia vào năm 2007: - Nigeria | - Lần cuối tham gia vào năm 2013: - Nam Phi - Lần cuối tham gia vào năm 2014: - Guatemala - Thụy Điển |

### Bỏ cuộc
| - Ý - Kenya - Luxembourg - Mông Cổ | - Paraguay - Romania - Thổ Nhĩ Kỳ - Zambia |